# Fonte d'art
Ne doit pas être confondu avec Fonderie d'art.
La fonte d'art désigne à la fois un matériau (fonte de fer), une technique (fonderie), un produit orné de série (principalement de la statuaire) et des équipements urbains (fontaines monumentales, fontaines Wallace, bancs, candélabres, entrées de stations de métro signées Guimard).
La fonte d'art, née au début du XIXe siècle, a connu son apogée à la fin du XIXe siècle. Elle a répondu à une demande d'art décoratif (privé et public) dans un double progrès : celui de la métallurgie du fer et celui de la ville (urbanisme de type haussmannien).

## Histoire

### Angleterre
C'est le site de la vallée de Iron Bridge où sous l'impulsion de la dynastie des maîtres de forges Darby la fonte au coke a été expérimentée, le premier pont métallique édifié : c'est également là, à Coalbrookdale, que la fonte d'ornement a été  déclinée sous différentes formes allant du banc de jardin à la fontaine monumentale, avec peut-être un temps d'avance sur la France et l'Allemagne puisque les maîtres de forges faisaient le voyage pour s'informer ou faire ce qu'on appellerait pudiquement une « veille technologique ». Les expositions universelles, à commencer par celle de 1851, la Great Exhibition sous le Crystal Palace feront une large place et publicité aux fontes décoratives, imitées en cela par les autres pays étrangers. Cette histoire reste à approfondir.

### France

#### France: les prémices
La réalisation de statues (au sens large : personnages réels ou décors de monuments ou de fontaines) a passé par le bronze : métal facile à fondre, donnant un modelé fin apprécié des sculpteurs. Le bronze revient cher, mais convient parfaitement à un art aristocratique, ce qui en fait la valeur auprès des « puissants » comme des artistes.
Au début du XIXe siècle, une double évolution a été constatée : pour des raisons de coût, la qualité des bronzes s'est dégradée. Et la technique de la cire perdue, également difficile et onéreuse pour les grandes pièces, a été concurrencée par la fonderie au sable.
Le XIXe siècle est le siècle du fer : les hauts-fourneaux se développent en capacité tandis que les maîtres de forges travaillent à améliorer la qualité des produits : fonte, fer doux et acier. La sidérurgie anglaise est le modèle que les autres pays européens cherchent à égaler. 
Dans le domaine de fonderie de fer, les produits traditionnels qui préfigurent la fonderie d'ornement sont la plaque de cheminée, les vases ornementaux. Il faut attendre 1809 pour qu'à Paris soit installée la fontaine de l'Institut, quai Conti. Modifiant le parvis de la chapelle Mazarine qui accueille l'Académie française, l'architecte Antoine Vaudoyer reprend le dessin des lions qui ornent la fontaine Aqua Felice à Rome (connue également sous le nom de Fontaine de Moïse). La fonderie du Creusot en 1810 produit quatre lions en fonte de fer, aujourd'hui installés square Henri-Farmann à Boulogne-Billancourt. C'est cette même fonderie qui produira les lions et la vasque de la fontaine du Château d'eau, aujourd'hui à La Villette (1811).
À cette époque, les architectes et urbanistes rêvent de généraliser l'usage de la fonte de fer : voir le projet de Adrien-Louis Lusson, de créer trente fontaines monumentales en fonte de fer pour desservir Paris.

#### Les précurseurs: Calla, André, Muel, Ducel

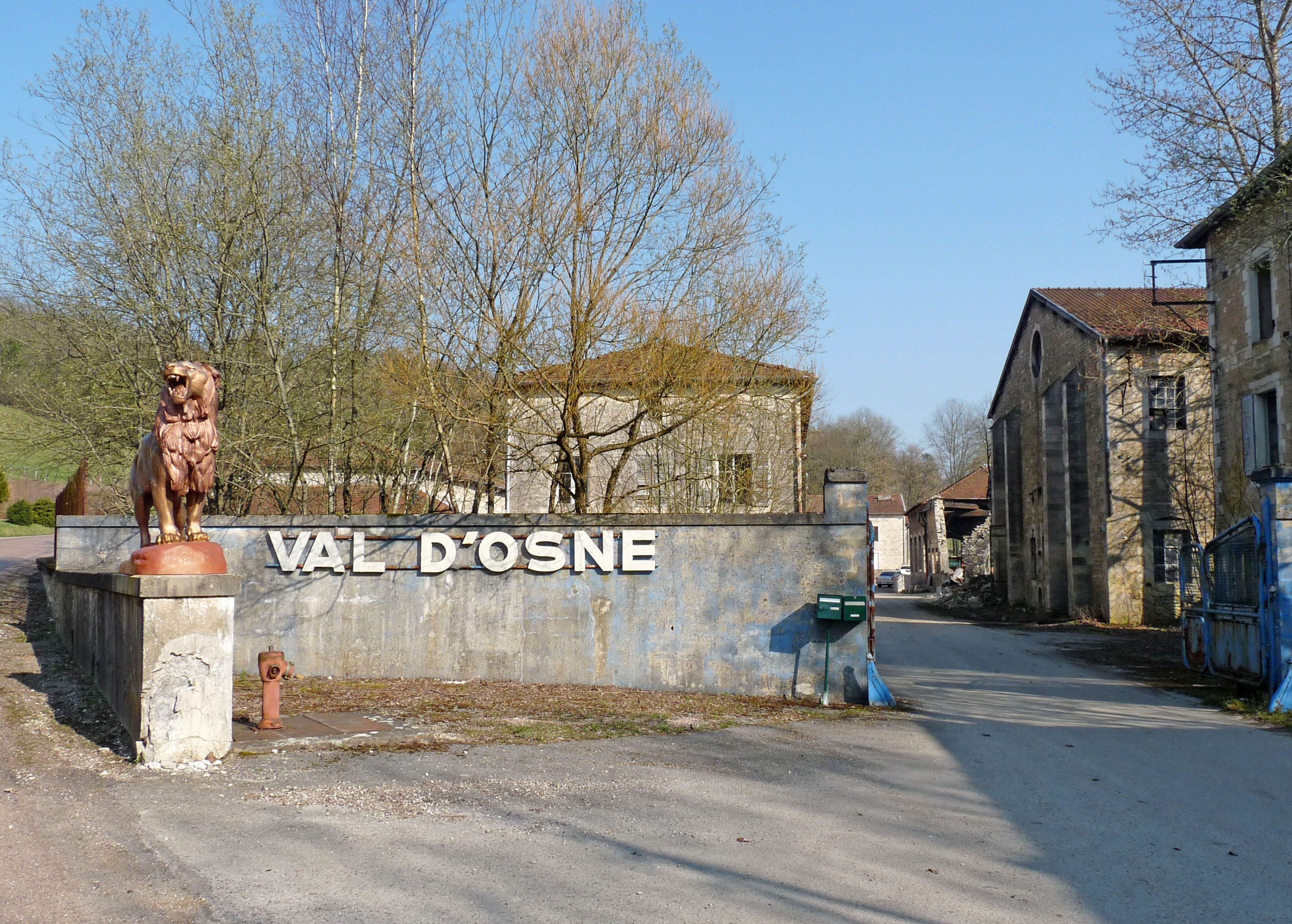
Ancienne fonderie d'art du Val d'Osne

Il faut attendre la fin des années 1820 pour voir apparaître une première production de fonte d'ornement : les recherches de Christophe François Calla portent sur les techniques permettant de faciliter la coulée de la fonte (pour retrouver la qualité attribuée au bronze) et c'est sur le conseil de son ami Hittorff, architecte novateur, qu'il réalise ses premières fontes d'ornement. À la même époque, Jean-Pierre-Victor André (1790-1851), régisseur de fonderies et négociant, investit le marché de la fonte d'équipement (tuyaux) et d'ornement (balcons, grilles) : c'est l'époque où Paris se rénove, se reconstruit. Il crée en 1836 sa propre fonderie (J.P.V. André), le futur Val d'Osne, dans la Haute-Marne, et deviendra rapidement le plus important fondeur d'art de France, diffusé dans le monde entier.
Créées entre 1832 et 1835 par Pierre Adolphe Muel, issu d’une famille de maîtres de forges vosgiens, les Fonderies de Tusey s’orientent vers la fabrication d’objets artistiques en fonte de fer. Muel, par l'entremise de Guettier qui a débauché les meilleurs ouvriers parisiens pour sa production, coulera les deux fontaines, ainsi que seize colonnes rostrales de la place de la Concorde (1837-1838). 
Créée en 1823, la fonderie Ducel (à Pocé-sur-Cisse en Touraine) sera dirigée à partir de 1828 par trois générations de Ducel : Jacques, Jean-Jacques et Jacques-Gustave. Avec Calla et André (Le Val d'Osne) elle fait partie des précurseurs en matière d’édition en série d’œuvres d’art en fonte. La fonte d'ornement a été progressivement développée dès son achat par JJ-Ducel en 1828. Ses productions sont déjà remarquées à Paris vers 1830.
Le mobilier urbain en fonte, symbole de l’union de l’Art et de l’Industrie, les édicules et ornements du Métro, les fontaines Wallace, les colonnes Morris, et les Vespasiennes , sont l'exemple d’une production qui va révolutionner l’urbanisme et exporter un art de vivre français dans le monde entier.

#### La maturité
Elle s'étend sous le Second Empire et la IIIe République : la fonte d'art française  se concentre dans quelques entreprises : à la fin de cette période, il ne restera plus guère que la fonderie Durenne, le Val d'Osne. La fonderie Denonvilliers à Sermaize-les-Bains (Marne) arrêtera et le fonds sera repris par Capitain-Gény à Vecqueville (Haute-Marne). Calla a renoncé pour  se concentrer sur la production de machines et d'équipements ferroviaires, Ducel a arrêté et son beau fonds de modèles a été repris par le Val d'Osne. La Fonderie de Tusey à Vaucouleurs  complète cette courte liste qui tranche avec le très grand nombre de fondeurs de bronze.

#### Le déclin
La fonte d'art va connaître un déclin pour plusieurs raisons : 
- Déclin de l'art académique face aux courants esthétiques nouveaux qui se développent : pourtant l'art nouveau avec Guimard trouvera dans la fonte un matériau parfait pour matérialiser la souplesse de ses créations
- Développement de nouvelles conceptions en matière d'art :  Art et industrie qui avaient fait très bon ménage pendant le XIXe siècle divergent. L'œuvre d'art se doit d'être unique.
- Coup d'arrêt donné par la Guerre de 1914-1918 qui marque véritablement la fin du XIXe siècle : la priorité va aller à la reconstruction

Les derniers feux seront la production des monuments aux morts qui font appel à la production de statuaire, d'ornements, pour des municipalités qui ne peuvent accéder au monument de pierre original. 
D'autres productions sont signalées jusque dans les années les plus récentes, mais on est loin de la grande production exportatrice du siècle précédent.

### France: la diffusion d'un modèle culturel

#### Les sources artistiques
La fonte d'art emprunte largement aux collections royales : le Louvre ouvre largement  ses collections à la copie : par les artistes et par les éditeurs qui puiseront abondamment dans le fonds antique, les sculptures de Versailles. La fonte d'art peut se diviser en grandes familles : l'antique (qui permet d'affirmer son appartenance à la culture gréco-latine  et ceci est important  dans les nouveaux pays indépendants, notamment en Amérique latine : les animaux (qui représentent beaucoup pour une noblesse qui chasse);  les allégories porteuses de valeurs telles que le progrès, la beauté, le travail, les Vertus, la religion  (la fonte d'art permet, par les croix de missions, les statues de saints, de Vierges, les crucifix de participer dans les moindres bourgades à la rechristianisation de la France : les Vierges de Lourdes, de Rome  sont emblématiques. L'érection de grandes statues monumentales à Marseille, au Puy-en-Velay, à Fourvière, à  Velars-sur-Ouche (Côte d'Or), à Sion passe souvent aussi par la fonderie de fer (par exemple, celle de Tusey).

#### Le modèle haussmannien
Avec la modernisation de Paris, entamée sous le Premier Empire, poursuivie par tous les régimes, mais  atteignant son apogée avec le Baron Haussmann, l'urbanisme à la française devient un modèle pour de nombreuses villes du monde : les capitales  d'outre-mer font venir des ingénieurs, des paysagistes, des urbanistes, des architectes formés à l'école d'Haussmann, Alphand, Belgrand ; avec eux, le  décor mêlant les références classiques, la sculpture du Louvre - par la copie en fonte -  se diffuse à Buenos Aires, Rio de Janeiro.
Parmi les plus connus, citons Glaziou à Rio, Thays en Argentine.

#### La Monarchie, l'Empire ou la République
Les différents régimes politiques ont tous trouvé dans la fonte d'art matière à  exprimer sur la place publique leurs valeurs : la fonte est un matériau plastique qui porte aussi bien les idéologies de la Royauté, de l'Empire, de la République, la culture classique, via des héros ou des corps féminins dénudés. Don Pedro II, empereur du Brésil, s'allie au Second Empire français, tandis que la Jeune république brésilienne avec sa devise Ordem y Progresso du Positivisme, fait sienne les idées d'Auguste Comte ; le choix des statues et des décors urbains français permet toutes ces expressions.

#### Les outils de la diffusion: expositions, salons, albums, relais commerciaux et  d'influence
- Le XIXe siècle a largement utilisé les expositions : de l'industrie nationale, puis des expositions universelles : là, les produits sont exposés, admirés et font l'objet d'une évaluation qui leur permet d'avoir des prix, des médailles, des mentions pèsent lourd dans l'argumentation commerciale. À Paris, à Londres, dans toutes les métropoles européennes, même en province, les expositions sont des lieux majeurs de la  compétition. Il n'est pas rare que des fontaines imposantes soient « bradées » et restent dans le pays d'accueil, servant d'échantillon grandeur nature : ainsi Durenne en Autriche, au Royaume-Uni, à Washington…

- Les albums sont des livres d'abord modestes, puis de plus en plus grands, épais et chers : chaque fondeur a son album, en grande taille et en réduction qu'il vend ou laisse à ses clients. Les planches gravées généralement (la photographie n'arrive que tardivement) donnent toutes les indications. Les fondeurs se sont épuisés à produire sans cesse de nouveaux modèles, à les publier, sans toujours les parvenir à les vendre.

- Les relais commerciaux sont moins connus : les fondeurs, malgré leur notoriété, malgré leurs efforts de promotion, ne peuvent se passer de relais : revendeurs locaux, importateurs dans les pays lointains. Cette organisation est encore mal connue, même si certains noms apparaissent au détour de recherches sur la diffusion des fontes d'art. Ainsi, la maison Motteau à Buenos-Aires expose, vend des fontes où sa signature côtoie celle du Val d'Osne.

- les relais d'influence sont plus subtils : les maîtres de forges sont installés à Paris, près des ministères, là où se traitent les affaires : si l'usine est en province, la fontaine est souvent (mais pas toujours) signée « Paris ». La notabilité est indispensable, de même qu'il faut être expert reconnu, membre des jurys des expositions universelles[7]. Denonvilliers, fondeur à Sermaize-sur-Saulx (Marne), est introduit dans les milieux catholiques : il fournit même des statues offertes au pape, installées dans les jardins du Vatican. Enfin, l'influence passe par les techniciens - urbanistes, architectes, paysagistes, qui se mettent au service  des pays nouveaux : naturellement, ils achètent des fontes de leur pays d'origine : les Français en France, les Anglo-Saxons en Angleterre, les pays d'Europe centrale en Allemagne : ainsi se créent des zones d'influence où la fonte d'art sert de marqueur culturel. Certains achats se font dans la zone concurrente (on trouve des fontaines françaises au Royaume-Uni, en Autriche…) mais c'est l'exception.

### La seconde vie des fontes d'art
Après l'engouement du XIXe siècle, est venu le temps classique du purgatoire : les statues, fontaines sont mal entretenues, méprisées par les spécialistes de l'art au motif que c'est de l'industrie, du « multiple », de l'art académique. Les réalisations faites pour les expositions universelles sont même mises en décharge. Il faudra attendre l'ouverture du musée d'Orsay pour que le XIXe siècle revienne en grâce, s'orne des statues des six continents fondus par Denonvilliers, Voruz et le Val d'Osne, de l'Éléphant pris au piège par Frémiet, du Cheval à la Herse de Rouillard ou du Rhinocéros. Même si les esthètes continuent à préférer le bronze, plus « noble » que le fer, la fonte d'art est enfin reconnue, inventoriée peu à peu, restaurée voire, dans certains pays, classée comme monument historique (Rio de Janeiro) ou intégrée dans un argumentaire destinée à valoriser une ville (Buenos Aires) patrimoine mondial de l'Unesco.
Paris commande toujours des fontaines Wallace à la fonderie d'origine, la GHM qui a succédé à Durenne à Sommevoire, la RATP a sauvé in extrémis ses entrées de métro Guimard et fait restaurer les fontes (au même endroit), de nombreux monuments sont restaurés, même s'il reste un long chemin à parcourir pour préserver et surtout expliquer l'origine, les artistes, les fondeurs et l'histoire de chaque monument qui compose le patrimoine urbain de nombreuses villes dans le monde.